# Castlevania (videojoc)
Castlevania (悪魔城ドラキュラ, Akumajō Dorakyura, «castell demoníac de Dràcula») és un videojoc de consola publicat i desenvolupat per Konami originalment per la consola Famicom Disk System al Japó, el 26 de setembre de 1986. A l'octubre d'aquell mateix any, una adaptació del joc, coneguda com a Vampire Killer («matavampirs») va ser llançat al mercat al Japó i Europa per al sistema MSX2 d'ordinadors personals. Al maig de 1987 el joc va ser convertit en format per a cartutx i llançat en Nord-amèrica per al Nintendo Entertainment System seguida d'una versió llançada a Europa en 1988.
Tot i ser el primer joc de la saga Castlevania en veure la llum al mercat, cronològicament és el setè episodi en la sèrie, si ens basem en la línia de temps oficial de Koji Igarashi, actualment el màxim responsable de la saga.

## Argument
És l'any 1691 i ens trobem a la terra de Transylvania, on el Comte Dràcula ha tornat a ressuscitar d'entre els morts després de 100 anys, tal com indicava la maledicció. El caos i la foscor envaeixen les terres de Transylvania i Castlevania, el palau ancestral, del príncep de les tenebres, s'alça de nou per torturar a la raça humana i fer que visquin en un infern.
Per tal d'aturar el malvat Compte Dràcula i salvar a la raça humana de viure eternament en la foscor, s'alça un heroi: Simon Belmont. Descendent del llegendari llinatge Belmont, que des de temps immemorials s'han encarregat de derrotar a Dràcula cada vegada que aquest ressuscita, en Simon es disposa a acabar amb el Compte amb l'ajut del “Vampire Killer”, l'arma llegendària de la seva família.

## Jugabilitat
Castlevania és un clàssic joc d'acció i plataformes de l'era dels 8-bits. El joc està compost per sis nivells que són jugats a través d'una progressió lineal. El jugador pren el control de Belmondo, nom posteriorment adaptat a Belmont, concretament Simon Belmont.
Els controls són ben simples, ja que com tots els jocs 8 bits de l'època els comandaments només disposaven de dos botons i el panell direccional. D'aquesta manera un botó servirà per saltar i l'altre per atacar.
Cada un dels nivells del joc conclou amb una lluita contra un enemic final, inspirats tots en criatures de literatura d'horror i llegendes. Així podem trobar d'enemics finals a un ratpenat gegant, Medusa, una parella de mòmies, el monstre de Frankenstein amb Igor, La Mort i el Compte Dràcula. Cada vegada que es derrota a un d'ells rebrem el premi de la vida restaurada per complet i una important bonificació de punts, després avançarem cap al proper nivell.

### Arma principal
L'arma principal és un fuet, el “Vampire Killer”, que es podrà potenciar fins a dues vegades obtenint objectes especials al colpejar espelmes repartides per tots els nivells. Les millores afecten a la longitud i a la força del fuet.

### Armes secundàries
A més del fuet, també existeixen diverses armes secundàries (o sub-armes) que poden ser usades polsant el botó del panell de direcció cap amunt alhora que el botó d'atacar. Les armes secundàries són la daga, destral, aigua beneïda, creu sagrada i el rellotge per parar el temps. Només es pot disposar d'una arma secundària alhora, de manera que al recollir-ne una nova, aquesta substituirà a l'anterior. L'ús de sub-armes consumeix cors, que poden trobar-se tant en espelmes com al derrotar alguns enemics. Les armes secundàries també poden ser aconseguides de la mateixa manera que els cors.

### Pantalla de joc
La pantalla de joc segueix els patrons dels jocs de l'era dels 8 bits. Trobem la vida del personatge i la vida del monstre final del nivell, compostes per 16 blocs cadascuna; la imatge de l'arma secundària actual; els cors i vides restants; nivell actual; temps restant i la puntuació obtinguda fins al moment. Si el jugador perd tots els punts de vida, cau per un precipici o una trampa de punxes o s'esgota el temps, perdrà una vida. Quan s'acaben totes les vides es perd la puntuació acumulada i s'ha de tornar a començar des del principi del nivell actual des de zero.